# 内里奥·加伊诺蒂
内里奥·加伊诺蒂（義大利語：Nerio Gainotti，1966年11月28日—），意大利男子赛艇运动员。他曾代表意大利参加世界赛艇锦标赛，获得二枚金牌、二枚银牌和一枚铜牌，均来自轻量级项目。